# Готорн (Каліфорнія)
Готорн (англ. Hawthorne) — місто (англ. city) в США, на південному заході округу Лос-Анджелес штату Каліфорнія. Населення міста згідно перепису 2010 року становило  84 293 особи (2010). Оцінка станом на 2016 рік — 86 200 тис. мешканців.

## Історія
Місто було засноване в 1905 році як «Готорнська поліпшена компанія» (англ. Hawthorne Improvement Company) Б.Л. Гардінґом і Г.Д. Ломбардом. Дочка Гардінґа святкувала свій день народження 4 липня в День незалежності США. В цей же день народився відомий американський письменник Натаніель Готорн і тому було прийнято рішення назвати місто на його честь. Готорн отримав статус міста 12 липня 1922 року.
Спочатку Готорн був поселенням «тільки для білих», які ще називають містами заходу сонця. Протягом 1930-х років в місті були встановлені спеціальні знаки, які попереджали афроамериканців про те, що вони повинні покинути Готорн до заходу сонця. Проте станом на 2010 рік, у місті білих американців (32.8%) проживає лише трохи більше, ніж афроамериканців (27.7%).

## Географія
Готорн розташований за координатами 33°54′53″ пн. ш. 118°20′53″ зх. д. / 33.91472° пн. ш. 118.34806° зх. д. (33.914775, -118.348083).  За даними Бюро перепису населення США в 2010 році місто мало площу 15,78 км², з яких 15,75 км² — суходіл та 0,03 км² — водойми.
На північ від Готорна знаходяться невключена громада Леннокс та місто Інґлвуд, на схід - невключена громада Атенс та місто Гардена. На півдні сусідами міста є невключена громада Ель Каміно Віледж і міста Лондейл та Редондо-Біч. Місто Манхеттен-Біч знаходиться на південний захід від Готорна, а на заході знаходиться місто Ель-Сегундо. Сусідом Готорна на північному заході є околиця Лос-Анджелеса Вестчестер. Невключена громада Дель Айре оточена Готорном з трьох сторін.
За 8 км від Готорна знаходиться  міжнародний аеропорт Лос-Анджелеса.
Поштові індекси Готорна - 90250 та 90251, а телефонний код - 310 і 323.

### Клімат
У Готорні як і у більшій частині Каліфорнії панує цілорічний середземноморський клімат.
- У середньому найтеплішим місяцем є серпень.
- Найвища зафіксована температура повітря 44 °C (в 1961 році).
- У середньому найхолоднішим місяцем є січень.
- Найнижча зафіксована температура повітря −9 °C (в 1963 році)
- Максимальна кількість опадів в середньому припадає на лютий.

У році в середньому 263 сонячних дні і тільки 35 днів з опадами. Сніг є дуже рідкісним явищем в Готорні, проте можливим.
| Клімат Готорн              | Клімат Готорн | Клімат Готорн | Клімат Готорн | Клімат Готорн | Клімат Готорн | Клімат Готорн | Клімат Готорн | Клімат Готорн | Клімат Готорн | Клімат Готорн | Клімат Готорн | Клімат Готорн | Клімат Готорн |
| Показник                   | Січ.          | Лют.          | Бер.          | Квіт.         | Трав.         | Черв.         | Лип.          | Серп.         | Вер.          | Жовт.         | Лист.         | Груд.         | Рік           |
| Середній максимум, °C      | 20            | 20            | 21            | 23            | 23            | 26            | 28            | 29            | 28            | 26            | 23            | 21            | 24            |
| Середній мінімум, °C       | 8             | 9             | 10            | 12            | 14            | 16            | 18            | 19            | 18            | 14            | 10            | 7             | 12,9          |
| Норма опадів, мм           | 75            | 76            | 62            | 15            | 5.8           | 2             | 0.5           | 2.5           | 6.1           | 10            | 28            | 45            | 327.9         |
| -------------------------- | ------------- | ------------- | ------------- | ------------- | ------------- | ------------- | ------------- | ------------- | ------------- | ------------- | ------------- | ------------- | ------------- |
| Джерело: Weather.com / NWS |               |               |               |               |               |               |               |               |               |               |               |               |               |

## Демографія
Згідно з переписом 2010 року, у місті мешкали 84 293 особи в 28 486 домогосподарствах у складі 19 559 родин. Густота населення становила 5342 особи/км².  Було 29869 помешкань (1893/км²).
Расовий склад населення:
| - 32,8 % — білих - 27,7 % — чорних або афроамериканців - 6,7 % — азіатів - 1,2 % — вихідців з тихоокеанських островів - 0,7 % — корінних американців - 26,3 % — осіб інших рас |

До двох чи більше рас належало 4,7 %. Частка іспаномовних становила 52,9 % від усіх жителів.
За віковим діапазоном населення розподілялося таким чином: 27,5 % — особи молодші 18 років, 65,1 % — особи у віці 18—64 років, 7,4 % — особи у віці 65 років та старші. Медіана віку мешканця становила 31,5 року. На 100 осіб жіночої статі у місті припадало 93,2 чоловіків;  на 100 жінок у віці від 18 років та старших — 89,6 чоловіків також старших 18 років.
Середній дохід на одне домашнє господарство  становив 58 581 долар США (медіана — 44 504), а середній дохід на одну сім'ю — 61 910 доларів (медіана — 49 040). Медіана доходів становила 36 805 доларів для чоловіків та 32 381 долар для жінок. За межею бідності перебувало 20,1 % осіб, у тому числі 29,0 % дітей у віці до 18 років та 12,8 % осіб у віці 65 років та старших.
Цивільне працевлаштоване населення становило 40 877 осіб. Основні галузі зайнятості: освіта, охорона здоров'я та соціальна допомога — 18,5 %, мистецтво, розваги та відпочинок — 13,5 %, науковці, спеціалісти, менеджери — 11,6 %, роздрібна торгівля — 11,3 %.

## Економіка

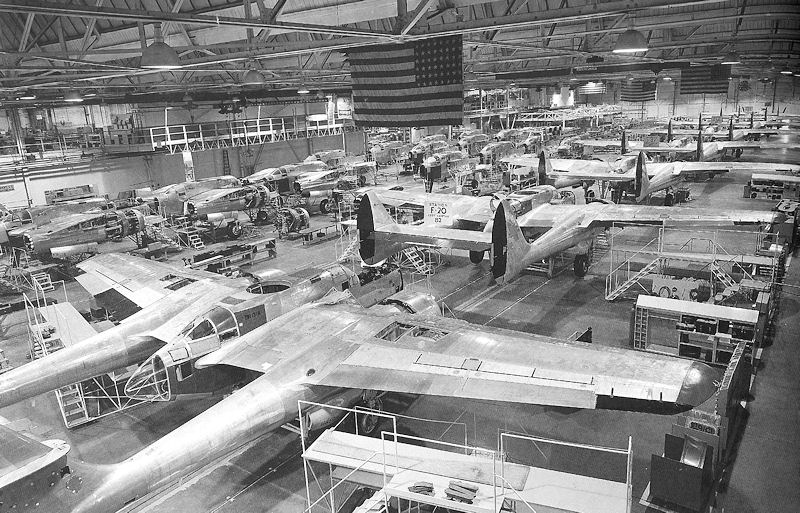
P-61 будується в Northrop Corporation під час Другої світової війни, Готорн, Каліфорнія

Нижче наведено підприємства, які розташовані в місті Готорні:
- The Boring Company, інфраструктурна і тунельна компанія, заснована Ілоном Маском в кінці 2016 року. Має у Готорні свій тестовий тунель.
- Century Media Records, незалежний лейбл звукозапису, заснований у 1988 році.
- Готорн Плаза (англ. Hawthorne Plaza), торговий центр.
- Northrop Corporation, заснована в 1939 році і має штаб-квартиру в місті Готорн. Була головним виробником літаків під час Другої світової війни, а також великим субпідрядником для інших авіаційних компаній.
- OSI Systems, виробник електроніки.
- SpaceX, американське приватне підприємство, яке працює в галузі будівництва космічного транспорту, виробник ракет-носіїв сімейства Falcon та космічних кораблів Dragon.
- Tesla Inc має свій дизайн-центр в Готорнському Муніципальному Аеропорту.

## Влада

### Муніципальна влада
Готорн має виборну міську раду у складі мера та чотирьох членів міської ради, які обираються на чотирирічний термін.
| ПОСАДА      | ПОСАДОВЕЦЬ         | ЗАКІНЧЕННЯ ТЕРМІНУ |
| ----------- | ------------------ | ------------------ |
| Мер         | Алекс Варґас       | грудень 2020 року  |
| Мер Pro Tem | Гайдар Авад        | грудень 2020 року  |
| Член ради   | Ніло Мішелен       | грудень 2020 року  |
| Член ради   | Енджі Рейєс Інгліш | грудень 2018 року  |
| Член ради   | Олівія Валентін    | грудень 2018 року  |

## Уродженці
- Джефф Денем (* 1967) — американський політик.